# Marcus Wendel Valle da Silva
Marcus Wendel Valle da Silva (Duque de Caxias, 28 de agosto de 1997), mais conhecido como Wendel, é um futebolista brasileiro que atua como volante. Atualmente, joga pelo Zenit.

## Carreira
Wendel começou de maneira tardia no futebol profissional. Com 17 anos fez testes no Benfica,sendo reprovado. Voltando ao Brasil, jogou na base do Tigres do Brasil, onde chamou atenção de olheiros do Fluminense e foi convidado a realizar testes para integrar as categorias de base do clube, em Xerém, e foi facilmente aprovado.

### Fluminense
Teve uma ascensão meteórica no Fluminense, chamou a atenção do técnico Abel Braga enquanto ainda participava da equipe Sub-20 e atendendo a pedidos do técnico foi inscrito no Campeonato Carioca, substituindo Matheus Alessandro. Após sua subida definitiva aos profissionais, estreou contra o Volta Redonda ainda na Taça Guanabara no dia 18 de fevereiro de 2017. Foi principalmente após a Taça Rio, quando o Fluminense atuou a maior parte do tempo com reservas e deu espaço a seus jovens jogadores, que Wendel decolou no time, marcando seu primeiro gol contra o Flamengo no dia 2 de abril de 2017. No dia 5 de abril de 2017 fez sua estreia num jogo internacional contra o Liverpool-URU pela Copa Sul-Americana de 2017.
Bastante assediado a diretoria do Fluminense rapidamente correu para renovar seu contrato o que ocorreu no dia 27 de Abril de 2017. O jogador foi normalmente titular pela equipa de Abel Braga, até à sua transferência para Portugal, no início de 2018.

### Sporting
Em janeiro de 2018, o Fluminense chegou a acordo com o Sporting CP para a transferência imediata do jogador por 7,5 milhões de euros, ficando o clube brasileiro com direito a 10% das mais-valias numa venda futura. Wendel foi oficializado pelo Sporting no dia 6 de janeiro, com um contrato de cinco épocas e meia, e com uma cláusula de rescisão de 60 milhões de euros. Estreou-se pela equipa a 18 de Março de 2018 no Estádio de Alvalade, frente ao Rio Ave, jogando os últimos minutos do encontro que o Sporting venceu por 2-0.

### Zenit
Em outubro de 2020, o Zenit acertou a contratação do jogador do Sporting, pagando 20 milhões de euros pelo atleta, considerado no momento um dos principais jogadores do clube português. O Zenit anunciou, no dia 6 de outubro de 2020, Wendel como reforço da equipe em suas redes sociais.
Em janeiro de 2025, o Botafogo anunciou um acordo pela compra do jogador junto ao clube russo por 20 milhões de euros, com a condição de que ele permaneceria na Rússia até o meio do ano, quando se transferiria. No entanto, em 21 de maio, o clube brasileiro noticiou que, "por questões geopolíticas", a negociação havia sido anulada. De acordo com comunicado divulgado à imprensa, a inclusão dos proprietários do Zenit na lista de sanções internacionais pelo governo americano impediu a transferência, especialmente considerando que o acionista majoritário do Botafogo, John Textor, é cidadão do país.

## Estatísticas

### Seleção Brasileira
Abaixo estão listados todos jogos e gols do futebolista pela Seleção Brasileira, desde as categorias de base. Abaixo da tabela, clique em expandir para ver a lista detalhada dos jogos de acordo com a categoria selecionada.
Seleção Sub-23
| Ano   |       |      |         |
| Ano   | Jogos | Gols | Assist. |
| ----- | ----- | ---- | ------- |
| 2019  | 11    | 1    | 2       |
| 2020  | 2     | 0    | 0       |
| Total | 13    | 1    | 2       |

| #   | Data                   | Local                                                     | Adversário  | Resultado      | Gols | Assist. | Competição          |
| --- | ---------------------- | --------------------------------------------------------- | ----------- | -------------- | ---- | ------- | ------------------- |
| 1.  | 2 de junho de 2019     | Stade de Lattre de Tassigny, Aubagne, França              | 4–0         | Guatemala      | 1    | 0       | Torneio de Toulon   |
| 2.  | 5 de junho de 2019     | Stade d'Honneur Marcel Roustan, Salon-de-Provence, França | 4–0         | França         | 0    | 0       | Torneio de Toulon   |
| 3.  | 8 de junho de 2019     | Stade Jules-Ladoumègue, Vitrolles, França                 | 5–0         | Catar          | 0    | 1       | Torneio de Toulon   |
| 4.  | 12 de junho de 2019    | Stade de Lattre-de-Tassigny, Aubagne, França              | 2–0         | Irlanda        | 0    | 0       | Torneio de Toulon   |
| 5.  | 15 de junho de 2019    | Stade d'Honneur Marcel Roustan, Salon-de-Provence, França | 1 (5)–(4) 1 | Japão          | 0    | 0       | Torneio de Toulon   |
| 6.  | 5 de setembro de 2019  | Pacaembu, São Paulo, Brasil                               | 2–0         | Colômbia       | 0    | 0       | Amistoso            |
| 7.  | 9 de setembro de 2019  | Pacaembu, São Paulo, Brasil                               | 3–1         | Chile          | 0    | 0       | Amistoso            |
| 8.  | 10 de outubro de 2019  | Estádio dos Aflitos, Recife, Brasil                       | 4–1         | Venezuela      | 0    | 0       | Amistoso            |
| 9.  | 14 de outubro de 2019  | Arena de Pernambuco, São Lourenço da Mata, Brasil         | 2–3         | Japão          | 0    | 0       | Amistoso            |
| 10. | 14 de novembro de 2019 | Estádio Gran Canaria, Las Palmas, Espanha                 | 1–0         | Estados Unidos | 0    | 1       | Torneio de Tenerife |
| 11. | 17 de novembro de 2019 | Estádio Gran Canaria, Las Palmas, Espanha                 | 0–1         | Argentina      | 0    | 0       | Torneio de Tenerife |
| 12. | 14 de novembro de 2020 | Estádio Al Salam, Cairo, Egito                            | 3–1         | Coreia do Sul  | 0    | 0       | Amistoso            |
| 13. | 17 de novembro de 2020 | Estádio Internacional do Cairo, Cairo, Egito              | 1–2         | Egito          | 0    | 0       | Amistoso            |

## Títulos
Fluminense
- Taça Guanabara: 2017

Sporting
- Taça de Portugal: 2018–19
- Taça da Liga: 2017–18, 2018–19

Zenit
- Campeonato Russo: 2020–21, 2021–22, 2022–23
- Supercopa da Rússia: 2021, 2022

Seleção Brasileira
- Torneio Internacional de Toulon: 2019

### Prêmios individuais
Fluminense
- Revelação do Campeonato Carioca: 2017